# Ius commercium
Het ius commercium, of kortweg commercium, was de bevoegdheid om volgens streng Romeins recht eigendom te verkrijgen en te vervreemden.

## Ius commercium
Het ging vaak gepaard met het ius conubii (huwelijksrecht). Het ius commercium en conubium waren rechten die gekoppeld werden aan het Romeins burgerrecht en later ook aan het ius Latii.
Het zwaartepunt ervan lag in het testament- en erfrecht voor Romeinse burgers. Wie het commercium niet bezat, kon van een Romeins burger niet erven, noch hem iets bij testament vermaken. Hij kon ook geen grondbezit hebben. Zo zorgden de Romeinen er in de regel voor, dat de civitates in de onderworpen gewesten (provinciae) onderling geen commercium hadden. Zo hadden op Sicilia alleen de burgers van Centuripae recht van grondbezit over het hele eiland.
Later gaf men dit recht zowel aan afzonderlijke peregrini (niet-Romeinen) als aan gehele civitates.